# 江阳郡 (北齐)
江阳郡，中国南北朝时设置的郡。
北齐置江阳郡，治广陵县（今江苏扬州市西北蜀岗），辖境相当今江苏省扬州市，属东广州。北周属吴州。与广陵郡是双头郡，被称为广陵江阳二郡。下辖广陵县、江都县。隋文帝开皇三年（583年）废除广陵江阳二郡，广陵县、江都县直属吴州。